# Каменцев, Владимир Михайлович
Ка́менцев Влади́мир Миха́йлович (8 января 1928 года, г. Москва, РСФСР, СССР, — 3 мая 2003 года, г. Москва, Российская Федерация) — советский государственный деятель. Министр рыбного хозяйства СССР с 14 февраля 1979 года по 1 сентября 1986 года.

## Биография
Родился 8 января 1928 года в Москве в семье врачей. В 1942—1944 годах работал кочегаром, токарем, мотористом на предприятиях Московского речного пароходства. После окончания в 1950 году Московского технического института рыбной промышленности и хозяйства распределен на работу в Мурманск. Начинал карьеру на хозяйственной работе в управлении тралового флота объединения «Мурманрыба». Работал инженером-теплотехником, начальником бюро, главным инженером завода. Член КПСС с 1954 года. В 1957—1962 годах работал в Мурманском СНХ: главный инженер управления рыбной промышленности, заместитель председателя.
С июня 1962 года — заместитель председателя Госкомитета по рыбному хозяйству Совета Министров СССР, с января 1963 по май 1964 года — заместитель председателя Государственного комитета по рыбному хозяйству при СНХ СССР. В 1964—1965 годах — первый заместитель председателя Государственного производственного комитета по рыбному хозяйству СССР. С октября 1965 года — первый заместитель министра, а в феврале 1979 — сентябре 1986 годов — Министр рыбного хозяйства СССР. C 1 сентября 1986 года по 7 июня 1989 года — заместитель Председателя Совета Министров СССР, одновременно — председатель Государственной внешнеэкономической комиссии СМ СССР. На 1-м съезде народных депутатов СССР, одним из немногих, не был утверждён в должности (вместо него внешнеэкономическую комиссию возглавил и должность заместителя Председателя СМ СССР занял С. А. Ситарян).
Кандидат в члены ЦК КПСС с 1981 по 1986 годы. Член ЦК КПСС с 1986 по 1990 годы. Депутат Совета Национальностей ВС СССР 10—11 созыва (1982—1989) от Латвийской ССР. С 1989 года — на пенсии. Скончался 3 мая 2003 года в г. Москве. Похоронен на Ваганьковском кладбище.

## Награды
- Орден Ленина
- орден Октябрьской Революции
- три ордена Трудового Красного Знамени